# اودوداها
اودوداها (به لاتین: Ududaha) یک منطقهٔ مسکونی در سری‌لانکا است که در استان مرکزی (سری‌لانکا) واقع شده‌است.